# Дмитриев, Борис Михайлович (хоккеист)
Борис Михайлович Дмитриев (30 марта 1941 — 20 ноября 2016) — советский хоккеист, нападающий.

## Биография
Бо́льшую часть карьеры провёл в командах чемпионата РСФСР и группы «Б» из Павловского Посада «Павлово-Покровская фабрика» (1957/58, 1962/63), «Фабрика имени 10 годовщины Красной Армии» (1961/62), «Труд» (1963/64, 1966/67), «Электроник» (1967/68), «Юность» (1968/69 — 1970/71).
Три сезона отыграл в классе «А» за «Крылья Советов» (1959/60 — 1960/61) и СКА Калинин (1961/62).